# Nemorius baghdadensis
Nemorius baghdadensis är en tvåvingeart som beskrevs av Jezek 1977. Nemorius baghdadensis ingår i släktet Nemorius och familjen bromsar.
Artens utbredningsområde är Irak. Inga underarter finns listade i Catalogue of Life.